# Diceratucha xenopsis
Diceratucha xenopsis är en fjärilsart som beskrevs av Oswald Beltram Lower 1902. Diceratucha xenopsis ingår i släktet Diceratucha och familjen tandspinnare. Inga underarter finns listade i Catalogue of Life.